# Artabotrys likimensis
Artabotrys likimensis De Wild. – gatunek rośliny z rodziny flaszowcowatych (Annonaceae Juss.). Występuje naturalnie w Republice Środkowoafrykańskiej, Demokratycznej Republice Konga, Burundi, Ugandzie oraz Kenii. 

## Morfologia
PokrójZimozielony krzew o pnących pędach, które młodsze są owłosione.
LiścieMają odwrotnie owalnie podłużny, eliptyczny lub podłużnie eliptyczny kształt. Mierzą 2,5–20 cm długości oraz 1–4 cm szerokości. Są mniej lub bardziej skórzaste, lekko owłosione od spodu. Nasada liścia jest od klinowej do zaokrąglonej. Wierzchołek jest od prawie ostrego do spiczastego. Ogonek liściowy jest mniej lub bardziej owłosiony i dorasta do 3–4 mm długości.
KwiatyZebrane po 3–15 w gęste, omszone kwiatostany. Rozwijają się w kątach pędów. Działki kielicha mają owalnie trójkątny kształt i dorastają do 2–4 mm długości. Płatki mają cylindryczny lub lancetowaty kształt i białawą, żółtawą, różową lub czerwonawą barwę, osiągają do 3–9 mm długości. Kwiaty mają 7–15 nagich słupków o jajowatym kształcie.
OwoceTworzą owoc zbiorowy. Mają elipsoidalny kształt. Osiągają 12–19 mm długości oraz 7–11 mm średnicy. Są owłosione, siedzące. Mają czerwoną barwę.

## Biologia i ekologia
Rośnie w wiecznie zielonych lasach. Występuje na wysokości od 1200 do 1800 m n.p.m.